# Austrognathia novaezelandiae
Austrognathia novaezelandiae is een soort in de taxonomische indeling van de tandmondwormen (Gnathostomulida). Deze microscopisch kleine tweeslachtige worm wordt tussen de 0,5 en 1 mm lang. De worm komt in het algemeen voor in modderige zeebodems, alwaar hij zich voedt met voornamelijk kleine bacteriën en diatomeeën.
De tandmondworm komt uit het geslacht Austrognathia. De wetenschappelijke naam van de soort is voor het eerst geldig gepubliceerd in 1991 door Sterrer.